# Coriaria myrtifolia

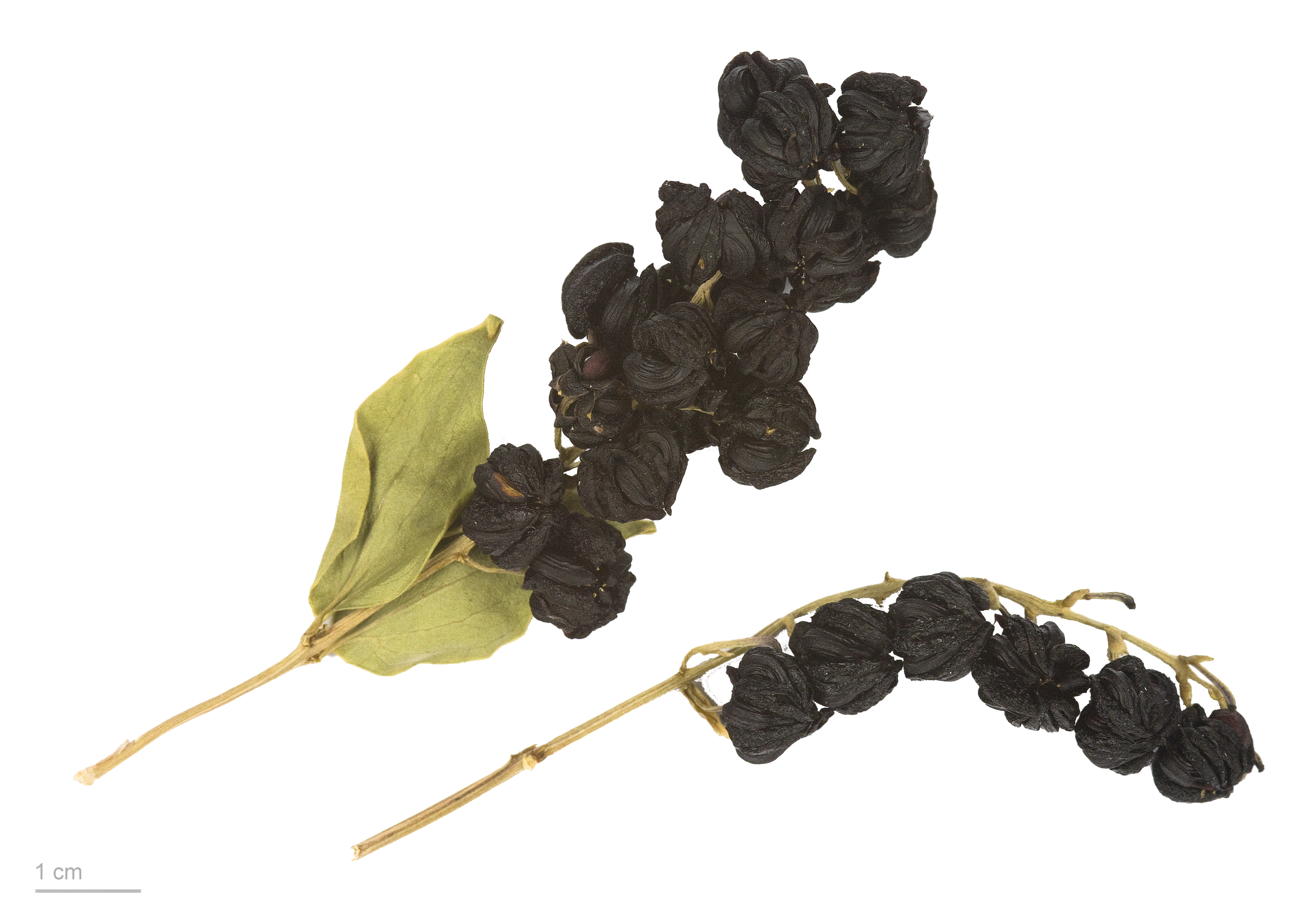
Coriaria myrtifolia

La emborrachacabras (Coriaria myrtifolia) es una especie de planta arbustiva perteneciente a la familia Coriariaceae propia del Mediterráneo occidental. Su nombre genérico procede del latín coriarius. De ahí viene también su nombre de hierba de los curtidores o hierba zapatera.

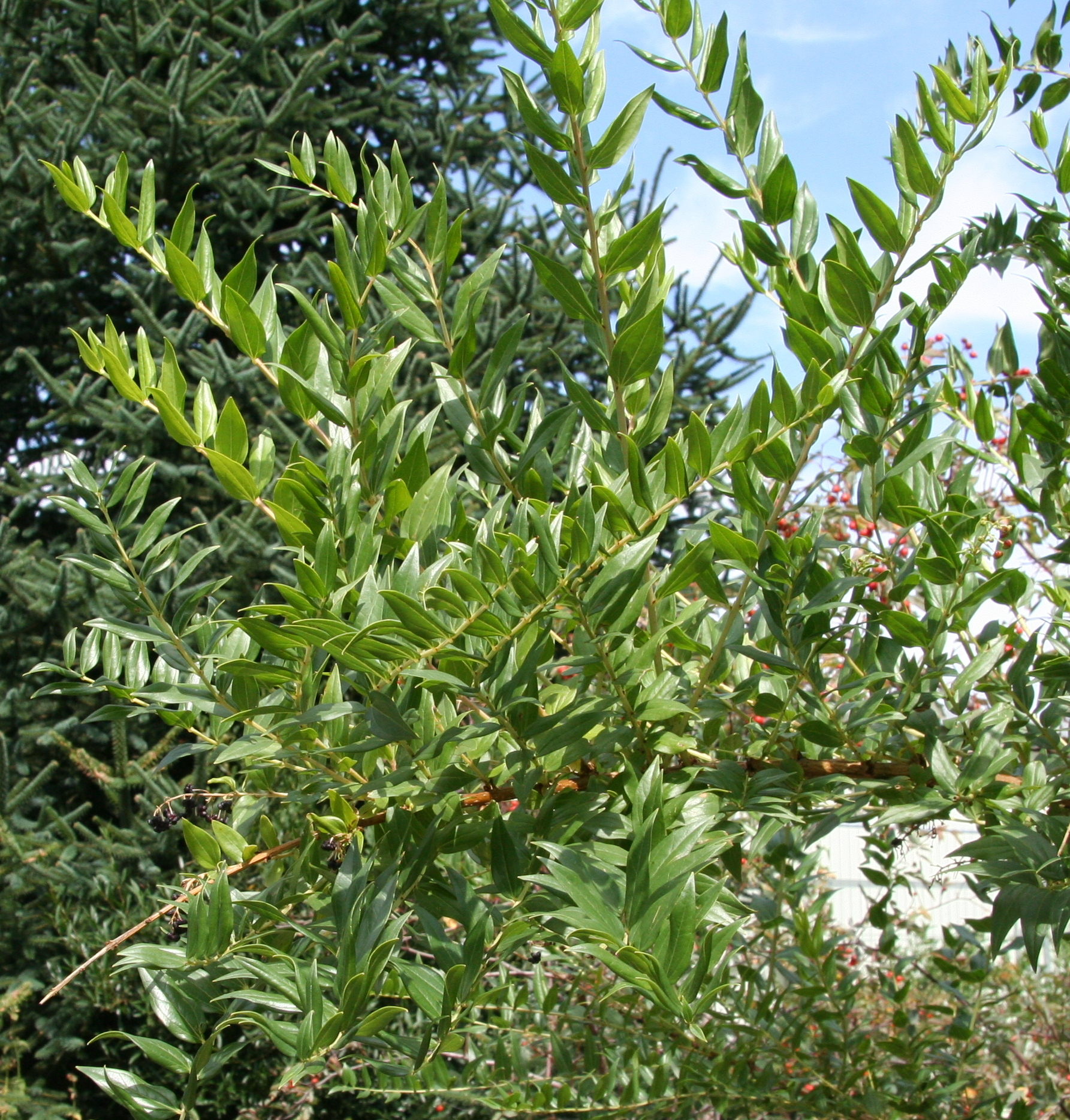
Vista de la planta

## Hábitat
Se da de forma silvestre en la península ibérica, se suele localizar cerca de cursos de agua, ríos, arroyos, acequias etc.

## Descripción
Es un arbusto de hoja semicaduca, bastante alto, que puede sobrepasar fácilmente los dos metros. Crece en bordes de caminos, zonas secas del sur de España, Comunidad Valenciana, Cataluña y en Andalucía oriental.
Se caracteriza por tener hojas lanceoladas dispuestas por parejas, la forma de las hojas recuerda a la murta, pero son claramente más grandes y no tienen aroma; el haz de las hojas tiene tres nervios que van de la base al ápice y que la identifican con seguridad.
Las flores aparecen en racimos, son de color verdoso. 
Los frutos también son muy característicos, son carnosos, casi negros en la madurez, están formados por cinco piezas claramente diferenciadas. Los frutos son muy tóxicos. Florece al principio de la primavera. Se confunde con facilidad con la mora común.
Posee un fuerte sistema radicular que tiene la característica de poder fijar nitrógeno atmosférico mediante una simbiosis con bacterias del género Frankia, lo cual le ayuda en la colonización de terrenos degradados.

## Usos
El alto contenido en taninos de la planta, hizo que en su momento se utilizase en el curtido de pieles.
También fue utilizado como analéptico y activador de la circulación sanguínea. Con los frutos machacados se pueden preparar insecticidas. Su efecto narcótico y alucinógeno también fue utilizado antaño.

## Taxonomía
Coriaria myrtifolia fue descrita por Carlos Linneo y publicado en Species Plantarum 2: 1037. 1753.
Sinonimia
- Coriaria vulgaris Bubani [1901]
- Coriaria tinctoria Dulac[3][4][5]

## Nombre común
- Castellano: emborrachacabras, emborracha cabras, cabraemborracha, garapalo (2), guarapalo, hierba zapatera, reó, redol, redor, redores, reor, reores, roldón, ruldó, sauco borde, yerba zapatera.[6]

## Principios activos tóxicos
La toxicidad de la planta depende de dos principios tóxicos: el alcaloide coriarina que se halla en las hojas y una lactona sesquiterpénica, la coriamirtina, que se encuentra en los frutos (ésta
posee una estructura y toxicidad semejantes a la picrotoxina ).
El contenido de la coriarmitina es máximo durante la fase de crecimiento: en verano, lo mismo en las cepas que en las hojas jóvenes o en los renuevos.

## Mecanismo de acción
Su alcaloide, la coriamirtina tiene un mecanismo de acción similar a la estricnina, afectando al sistema nervioso central y provocando tetanias y convulsiones. Como antagonista del aminoácido glicina, que actúa como neurotransmisor, se produce una hipercontracción muscular. La especie humana y especialmente los niños, son muy sensibles a esta planta.

## Manifestaciones clínicas
La causa más frecuente de envenenamiento es la causada por la ingestión del frutos, se puede confundir este fruto agridulce con una mora (fruto de la zarzamora, Rubus ulmifolius).
La mayoría de los casos son asintomáticos o limitados a molestias digestivas y mareos. En caso contrario, de 1 a 5 horas después de la ingestión aparecen dolores abdominales y vómitos, seguidos de síntomas neurológicos que van desde una simple hiperreflexia a crisis tónico-clónicas. Puede manifestarse desorientación espacio-temporal y, en algunos casos, coma profundo con episodios convulsivos. No son raras las dificultades respiratorias (irregularidad del ritmo y fases de apnea y polipnea).
Las convulsiones son muy frecuentes en los niños. Algunos pacientes aquejan poliuria (versus micciones frecuentes). El cuadro remite espontáneamente en 24 horas. En España no se han descrito casos mortales, pero sí en otros países por parada cardiorrespiratoria.

## Tratamiento
Es necesario tomar las constantes clínicas del paciente y en caso de intoxicación llevar a cabo tratamiento sintomático.
Para evitar la absorción proceder a realizar vaciado gástrico sin administrar ipecacuana por el riesgo de convulsiones. Se puede practicar un lavado gástrico precoz o administrar una dosis de 25 g de carbón activado.
No hay antídoto, pero si aparecen convulsiones, se administran benzodiacepinas.
La diuresis forzadas y las técnicas de depuración extrarrenal no están indicadas. Es necesario monitorizar al paciente.

## Toxicidad en otros animales
Casi todos los envenenamientos afectan a las cabras, únicos animales que pastan en las zonas áridas donde crece el roldón [Faliu et al., 1985].
Las formas benignas de intoxicación se manifiestan como entorpecimiento, hipersalivación y miadriasis; el animal está tiritando, su marcha es rígida, titubeante; la evolución es favorable y no deja secuelas.
En las intoxicaciones graves, los síntomas precedentes van seguidos de signos nerviosos espectaculares: el animal se tambalea, cae y presenta movimientos de pedaleo; alternan crisis convulsivas de 10-15 minutos con períodos de postración; se alteran la respiración y en algunas horas llega la muerte por parada respiratoria, durante una crisis. 
En los casos más favorables las crisis se espacian y el animal se recupera en 2-3 días. El único tratamiento posible consiste en combatir, lo más rápidamente posible, las convulsiones (diazepam, pentobarbital, etc.).